# Казанув (Мазовецьке воєводство)
Казанув (пол. Kazanów) — місто в Польщі, у гміні Казанув Зволенського повіту Мазовецького воєводства.
Населення — 423 особи (2011).
У 1975-1998 роках місто (тоді село) належало до Радомського воєводства.

## Демографія
Демографічна структура станом на 31 березня 2011 року:
|          | Загалом | Допрацездатний вік | Працездатний вік | Постпрацездатний вік |
| -------- | ------- | ------------------ | ---------------- | -------------------- |
| Чоловіки | 211     | 33                 | 157              | 21                   |
| Жінки    | 212     | 33                 | 130              | 49                   |
| Разом    | 423     | 66                 | 287              | 70                   |